# Pegomya hamtacrophalla
Pegomya hamtacrophalla är en tvåvingeart som beskrevs av Li och Deng 1983. Pegomya hamtacrophalla ingår i släktet Pegomya och familjen blomsterflugor. Inga underarter finns listade i Catalogue of Life.